# Arthur Castrén

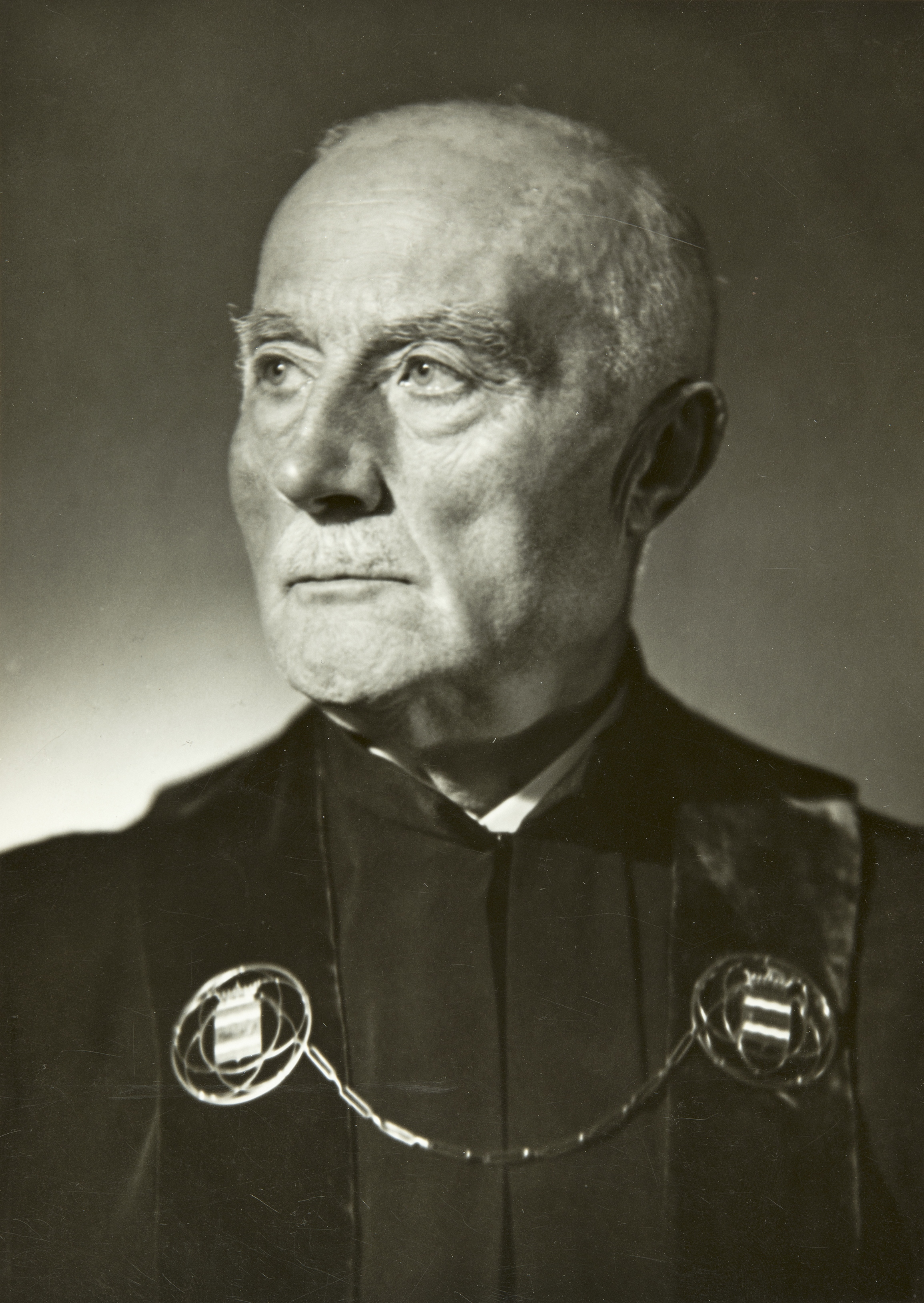
Arthur Castrén vid 1930-talet.

Johan Arthur Castrén, född 10 juni 1866 i Turtola, död 29 juni 1946 i Jakobstad, var en finländsk politiker. Castrén fungerade 1896–1908 som borgmästare och 1908–1918 som justitieborgmästare i Uleåborg. Mellan åren 1909 och 1914 var han ledamot i Finlands riksdag och 1917–1918 senator i Svinhufvuds första regering. Från 1921 fram till 1930 var Castrén stadsdirektör i Helsingfors.